# Woobinda
Woobinda (Woobinda, Animal Doctor) est une série télévisée australienne en 39 épisodes de 26 minutes, créée par Malcolm Hulke et diffusée du 3 juin 1969 au 17 février 1970 sur ABC.
Au Québec, la série a été diffusée à partir du 4 juin 1973 à la Télévision de Radio-Canada, et en France, à partir d'avril 1974 sur la première chaîne de l'ORTF, puis rediffusée dans les années 1970 sur TF1 dans l'émission Les Visiteurs du mercredi.

## Historique de la création
- Face au succès des séries animalières telles que Daktari (débutée en 1966 aux États-Unis) mais surtout de Skippy le kangourou, production australienne (1966-1968), l’Australie décide de créer une nouvelle série consacrée aux animaux exotiques.

- Woobinda (qui signifie docteur des animaux), est célèbre pour être la première série australienne à donner un rôle majeur à un Aborigène (l'acteur Bindi Williams).

## Synopsis
Le Dr John Stevens, veuf, travaille comme vétérinaire auprès des animaux sauvages. Il est surnommé Woobinda (docteur des animaux) par les aborigènes. Il est assisté de sa fille Tiggie, 18 ans, de son fils adoptif Kevin, un Aborigène de 14 ans, ainsi que de Peter Fischer, un vétérinaire allemand et de Jack Johnson, un bushman de la région.

## Distribution
- Don Pascoe : Dr John Stevens « Woobinda »
- Sonia Hoffman : Tiggie Stevens
- Bindi Williams : Kevin Stevens
- Lutz Hochstraate (de) : Peter Fischer
- Slim De Grey (en) : Jack Johnson

## Fiche technique
- Titre original : Woobinda, Animal Doctor
- Titre français : Woobinda
- Réalisateur : David Baker, Howard Rubie
- Scénaristes : Ron McLean, Michael Wright, John Warwick
- Musique : Compositeur : Sven Libaek; Interprète : TV Themes Orchestra
- Production : Roger Mirams
- Sociétés de production : NLT, Ajax Films Studios, Fremantle International
- Pays d'origine : Australie
- Langue : anglais
- Nombre d'épisodes : 39 (1 saison)
- Durée : 26 minutes
- Dates de première diffusion :  Australie : 3 juin 1969 ;  France : décembre 1972

## Épisodes
0. Épisode-pilote : Médecin des animaux (Animal Doctor) (1968)
1. Titre français inconnu (Not my Kind of Country)
2. Titre français inconnu (Smoke Signals)
3. Titre français inconnu (Crocodile Hunters)
4. Titre français inconnu (Trouble with Chico)
5. Titre français inconnu (The Exterminators)
6. Titre français inconnu (Eye Witness)
7. Titre français inconnu (The Crop Duster)
8. Titre français inconnu (Birds of a Feather)
9. Titre français inconnu (The Rustler)
10. Titre français inconnu (Nine Lives)
11. Titre français inconnu (Bounty Hunter)
12. Titre français inconnu (Panic)
13. Titre français inconnu (That's What Friends Are for)
14. Titre français inconnu (Sound of Danger)
15. Titre français inconnu (A Dog's Best Friend)
16. Titre français inconnu (Nobody Comes Here Anymore)
17. Titre français inconnu (The Runaways)
18. Titre français inconnu (Deadly Cargo)
19. Titre français inconnu (Trapped)
20. Titre français inconnu (Sleeping Dogs Don't Lie)
21. Titre français inconnu (The Champion)
22. Titre français inconnu (Doctor Fugitive)
23. Titre français inconnu (Noel's Ark)
24. Titre français inconnu (A Life for a Life)
25. Titre français inconnu (Where Dead Men Lie)
26. Titre français inconnu (Ghost Town)
27. Titre français inconnu (No Love for Theodore)
28. Titre français inconnu (The Joker)
29. Titre français inconnu (The Companions)
30. Titre français inconnu (Rescue)
31. Titre français inconnu (Talk to My Agent)
32. Titre français inconnu (The Carrier)
33. Titre français inconnu (Gallena Ridge)
34. Titre français inconnu (Lenny)
35. Titre français inconnu (Second Sight)
36. Titre français inconnu (Loaded Message)
37. Titre français inconnu (Caesar Was Shot)
38. Titre français inconnu (Chocolate, Cherry or Pistachio)
39. Titre français inconnu (Silent Witness)

## Sources